# Paul Philip Levertoff
Paul Philip Levertoff (* 14. Oktober 1878 in Orscha, Belarus; † 31. Juli 1954 in London) war protestantischer Theologe und einer der Begründer der messianisch-jüdischen Bewegung.

## Leben
Levertoff stammte aus einer chassidischen (orthodox jüdischen) Familie. Nach seinem Abschluss an der renommierten Jeschiwa von Waloschyn konvertierte er 1895 zum Christentum. Er studierte in Russland und Deutschland Theologie und wurde 1912 Dozent am Institutum Judaicum Delitzschianum in Leipzig. Er war mit der Waliserin Beatrice Levertoff, Tochter eines methodistischen Pfarrers, verheiratet, war während des Ersten Weltkriegs als feindlicher Ausländer in Leipzig interniert und übersiedelte 1918 nach England, wo er für die anglikanische Kirche in der Judenmission wirkte. Er übersetzte die anglikanische Liturgie ins Hebräische. Levertoff engagierte sich in den 1930er Jahren gegen die faschistische Politik Italiens und die Politik in Deutschland und Spanien.
Seine Tochter Denise Levertov zog mit ihrem Ehemann Mitchell Goodman 1948 in die USA, beide wurden Schriftsteller.